# 17e étape du Tour d'Italie 2021
Pour un article plus général, voir Tour d'Italie 2021.
La 17e étape du Tour d'Italie 2021 se déroule le mercredi 26 mai 2021 entre Canazei et Sega di Ala, sur une distance de 193 km.

## Profil de l'étape
La 17e étape se court au lendemain de la seconde journée de repos. Cette étape de montagne se caractérise par les deux ascensions de cols de première catégorie placés dans le dernier quart de l'étape. Partant de la petite commune de Canazei (1 900 habitants), les trois premiers quarts de l'étape passant par la ville de Trente présentent globalement un profil descendant. Le premier col de 1ère catégorie à grimper est le Passo de San Valentino, d'une longueur d'environ 15 kilomètres (sommet à 38 kilomètres du terme). Après la descente de ce col, les coureurs passent par le village d'Ala où ils franchissent l'Adige avant d'aborder l'ascension finale (11,3 kilomètres avec une pente moyenne de presque 10 % mais comprenant de longs passages à plus de 15 %) du col de Sega di Ala (région du Trentin-Haut-Adige) au sommet duquel se juge l'arrivée.

## Déroulement de la course
Après plusieurs tentatives d'échappée en début d'étape, l'échappée au long cours se dessine à 142 kilomètres de l'arrivée. Un groupe d'une vingtaine d'hommes prend les devants sur le peloton. Dans ce groupe, le mieux classé au classement général est l'Irlandais Dan Martin (Israel Start-Up) 16e à 7 min 10 s d'Egan Bernal. Ce groupe compte jusqu'à près de 5 minutes d'avance à 90 kilomètres du terme. L'écart se réduit à 3 minutes et 15 secondes au pied de la première des deux grandes difficultés du jour : l'ascension du Passo San Valentino. Lors de cette montée, le groupe de tête perd progressivement des unités et, à la suite d'une accélération de Dan Martin à 5,5 kilomètres du sommet, quatre hommes passent en tête au sommet (38 km de l'arrivée) : le porteur du maillot de meilleur grimpeur Geoffrey Bouchard (AG2R Citroën), Dan Martin, Gianni Moscon (Ineos Grenadiers) et Antonio Pedrero (Movistar). Le peloton est alors pointé à 2 min 40 s. Dans la descente, les quatre sont rattrapés par Simone Ravanelli (Androni) et Giovanni Carboni (Bardiani) alors qu'une chute dans le peloton maillot rose concerne Vincenzo Nibali, Giulio Ciccone et Remco Evenepoel. Au pied du Sega di Ala, le peloton maillot rose est revenu à moins d'une minute des fuyards. À l'avant, Dan Martin attaque et s'isole en tête dès les premières pentes du Sega di Ala. Sous la conduite de son équipier Jonathan Castroviejo, Egan Bernal lâche plusieurs de ses concurrents au classement général, les uns après les autres. À 4 kilomètres du sommet, João Almeida (Deceuninck Quick Step), membre du groupe maillot rose, place une attaque. Il est rattrapé par Simon Yates (BikeExchange), Egan Bernal et son équipier Daniel Martínez. Mais, à 3 kilomètres de l'arrivée, Bernal coince et doit laisser partir Yates et Almeida qui creusent rapidement un écart sur lui et tentent de revenir sur Dan Martin. Sous la flamme rouge, Almeida lâche Yates. Dan Martin résiste toutefois au retour du Portugais et franchit la ligne d'arrivée en vainqueur. Bernal, arrivé 7ème, perd 53 secondes sur Simon Yates, troisième de l'étape.

## Résultats

### Classement de l'étape
| \| Classement de l'étape \| Classement de l'étape \| Classement de l'étape \| Classement de l'étape \| Classement de l'étape \| \| Coureur \| Coureur \| Pays \| Équipe \| Temps \| \| --------------------- \| --------------------- \| --------------------- \| ---------------------- \| --------------------- \| \| 1er \| Dan Martin \| Irlande \| Israel Start-Up Nation \| 4 h 54 min 38 s \| \| 2e \| João Almeida \| Portugal \| Deceuninck-Quick Step \| + 13 s \| \| 3e \| Simon Yates \| Royaume-Uni \| BikeExchange \| + 30 s \| \| 4e \| Diego Ulissi \| Italie \| UAE Team Emirates \| + 1 min 20 s \| \| 5e \| Damiano Caruso \| Italie \| Bahrain Victorious \| + 1 min 20 s \| \| 6e \| Daniel Martínez \| Colombie \| Ineos Grenadiers \| + 1 min 23 s \| \| 7e \| Egan Bernal \| Colombie \| Ineos Grenadiers \| + 1 min 23 s \| \| 8e \| Antonio Pedrero \| Espagne \| Movistar Team \| + 1 min 38 s \| \| 9e \| Pello Bilbao \| Espagne \| Bahrain Victorious \| + 1 min 43 s \| \| 10e \| George Bennett \| Nouvelle-Zélande \| Jumbo-Visma \| + 2 min 21 s \| |                 |                  |                        |                 |
| |                 |                  |                        |                 |
| Source : ProCyclingStats |                 |                  |                        |                 |
| Classement de l'étape |                 |                  |                        |                 |
| Coureur | Coureur         | Pays             | Équipe                 | Temps           |
| 1er | Dan Martin      | Irlande          | Israel Start-Up Nation | 4 h 54 min 38 s |
| 2e | João Almeida    | Portugal         | Deceuninck-Quick Step  | + 13 s          |
| 3e | Simon Yates     | Royaume-Uni      | BikeExchange           | + 30 s          |
| 4e | Diego Ulissi    | Italie           | UAE Team Emirates      | + 1 min 20 s    |
| 5e | Damiano Caruso  | Italie           | Bahrain Victorious     | + 1 min 20 s    |
| 6e | Daniel Martínez | Colombie         | Ineos Grenadiers       | + 1 min 23 s    |
| 7e | Egan Bernal     | Colombie         | Ineos Grenadiers       | + 1 min 23 s    |
| 8e | Antonio Pedrero | Espagne          | Movistar Team          | + 1 min 38 s    |
| 9e | Pello Bilbao    | Espagne          | Bahrain Victorious     | + 1 min 43 s    |
| 10e | George Bennett  | Nouvelle-Zélande | Jumbo-Visma            | + 2 min 21 s    |

### Points attribués pour le classement par points
| Sprint intermédiaire Trente (km 91,3) | Sprint intermédiaire Trente (km 91,3) | Sprint intermédiaire Trente (km 91,3) | Sprint intermédiaire Trente (km 91,3) | Sprint intermédiaire Trente (km 91,3) |
| ------------------------------------- | ------------------------------------- | ------------------------------------- | ------------------------------------- | ------------------------------------- |
|                                       | Coureur                               | Pays                                  | Équipe                                | Point(s)                              |
| 1er                                   | Dries De Bondt                        | Belgique                              | Alpecin-Fenix                         | 12                                    |
| 2e                                    | Andrea Pasqualon                      | Italie                                | Intermarché-Wanty-Gobert Matériaux    | 8                                     |
| 3e                                    | Giovanni Carboni                      | Italie                                | Bardiani CSF Faizanè                  | 6                                     |
| 4e                                    | Alessandro Covi                       | Italie                                | UA Team Emirates                      | 5                                     |
| 5e                                    | Valerio Conti                         | Italie                                | UA Team Emirates                      | 4                                     |
| 6e                                    | Matteo Jorgenson                      | États-Unis                            | Movistar                              | 3                                     |
| 7e                                    | Gianni Moscon                         | Italie                                | Ineos Grenadiers                      | 2                                     |
| 8e                                    | Matteo Badilatti                      | Suisse                                | Groupama-FDJ                          | 1                                     |
| modifier                              |                                       |                                       |                                       |                                       |

| Arrivée d'étape Sega di Ala (km 193) | Arrivée d'étape Sega di Ala (km 193) | Arrivée d'étape Sega di Ala (km 193) | Arrivée d'étape Sega di Ala (km 193) | Arrivée d'étape Sega di Ala (km 193) |
| ------------------------------------ | ------------------------------------ | ------------------------------------ | ------------------------------------ | ------------------------------------ |
|                                      | Coureur                              | Pays                                 | Équipe                               | Point(s)                             |
| 1er                                  | Dan Martin                           | Irlande                              | Israel Start-Up Nation               | 15                                   |
| 2e                                   | João Almeida                         | Portugal                             | Deceuninck-Quick Step                | 12                                   |
| 3e                                   | Simon Yates                          | Royaume-Uni                          | BikeExchange                         | 9                                    |
| 4e                                   | Diego Ulissi                         | Italie                               | UAE Team Emirates                    | 7                                    |
| 5e                                   | Damiano Caruso                       | Italie                               | Bahrain Victorious                   | 6                                    |
| 6e                                   | Daniel Martínez                      | Colombie                             | Ineos Grenadiers                     | 5                                    |
| 7e                                   | Egan Bernal                          | Colombie                             | Ineos Grenadiers                     | 4                                    |
| 8e                                   | Antonio Pedrero                      | Espagne                              | Movistar                             | 3                                    |
| 9e                                   | Pello Bilbao                         | Espagne                              | Bahrain Victorious                   | 2                                    |
| 10e                                  | George Bennett                       | Nouvelle-Zélande                     | Jumbo-Visma                          | 1                                    |
| modifier                             |                                      |                                      |                                      |                                      |

### Points attribués pour le classement du meilleur grimpeur
| Sveseri (km 77,1) 3e catégorie (3,3 km à 8,4%) | Sveseri (km 77,1) 3e catégorie (3,3 km à 8,4%) | Sveseri (km 77,1) 3e catégorie (3,3 km à 8,4%) | Sveseri (km 77,1) 3e catégorie (3,3 km à 8,4%) | Sveseri (km 77,1) 3e catégorie (3,3 km à 8,4%) |
| ---------------------------------------------- | ---------------------------------------------- | ---------------------------------------------- | ---------------------------------------------- | ---------------------------------------------- |
|                                                | Coureur                                        | Pays                                           | Équipe                                         | Point(s)                                       |
| 1er                                            | Dries De Bondt                                 | Belgique                                       | Alpecin-Fenix                                  | 9                                              |
| 2e                                             | Geoffrey Bouchard                              | France                                         | AG2R Citroën                                   | 4                                              |
| 3e                                             | Quinten Hermans                                | Belgique                                       | Intermarché-Wanty-Gobert Matériaux             | 2                                              |
| 4e                                             | James Knox                                     | Royaume-Uni                                    | Deceuninck-Quick Step                          | 1                                              |
| modifier                                       |                                                |                                                |                                                |                                                |

| Passo San Valentino (km 155,2) 1re catégorie (15,1 km à 7,6%) | Passo San Valentino (km 155,2) 1re catégorie (15,1 km à 7,6%) | Passo San Valentino (km 155,2) 1re catégorie (15,1 km à 7,6%) | Passo San Valentino (km 155,2) 1re catégorie (15,1 km à 7,6%) | Passo San Valentino (km 155,2) 1re catégorie (15,1 km à 7,6%) |
| ------------------------------------------------------------- | ------------------------------------------------------------- | ------------------------------------------------------------- | ------------------------------------------------------------- | ------------------------------------------------------------- |
|                                                               | Coureur                                                       | Pays                                                          | Équipe                                                        | Point(s)                                                      |
| 1er                                                           | Geoffrey Bouchard                                             | France                                                        | AG2R Citroën                                                  | 40                                                            |
| 2e                                                            | Dan Martin                                                    | Irlande                                                       | Israel Start-Up Nation                                        | 18                                                            |
| 3e                                                            | Gianni Moscon                                                 | Italie                                                        | Ineos Grenadiers                                              | 12                                                            |
| 4e                                                            | Antonio Pedrero                                               | Espagne                                                       | Movistar                                                      | 9                                                             |
| 5e                                                            | Giovanni Carboni                                              | Italie                                                        | Bardiani CSF Faizanè                                          | 6                                                             |
| 6e                                                            | Simone Ravanelli                                              | Italie                                                        | Androni Giocattoli-Sidermec                                   | 4                                                             |
| 7e                                                            | James Knox                                                    | Royaume-Uni                                                   | Deceuninck-Quick Step                                         | 2                                                             |
| 8e                                                            | Jan Hirt                                                      | Tchéquie                                                      | Intermarché-Wanty-Gobert Matériaux                            | 1                                                             |
| modifier                                                      |                                                               |                                                               |                                                               |                                                               |

| \| Sega di Ala (km 193) 1re catégorie (11,3 km à 9,7%) \| Sega di Ala (km 193) 1re catégorie (11,3 km à 9,7%) \| Sega di Ala (km 193) 1re catégorie (11,3 km à 9,7%) \| Sega di Ala (km 193) 1re catégorie (11,3 km à 9,7%) \| Sega di Ala (km 193) 1re catégorie (11,3 km à 9,7%) \| \| --------------------------------------------------- \| --------------------------------------------------- \| --------------------------------------------------- \| --------------------------------------------------- \| --------------------------------------------------- \| \| \| Coureur \| Pays \| Équipe \| Point(s) \| \| 1er \| Dan Martin \| Irlande \| Israel Start-Up Nation \| 40 \| \| 2e \| João Almeida \| Portugal \| Deceuninck-Quick Step \| 18 \| \| 3e \| Simon Yates \| Royaume-Uni \| BikeExchange \| 12 \| \| 4e \| Diego Ulissi \| Italie \| UAE Team Emirates \| 9 \| \| 5e \| Damiano Caruso \| Italie \| Bahrain Victorious \| 6 \| \| 6e \| Daniel Martínez \| Colombie \| Ineos Grenadiers \| 4 \| \| 7e \| Egan Bernal \| Colombie \| Ineos Grenadiers \| 2 \| \| 8e \| Antonio Pedrero \| Espagne \| Movistar \| 1 \| \| modifier \| \| \| \| \| |                 |             |                        |          |
| Sega di Ala (km 193) 1re catégorie (11,3 km à 9,7%) |                 |             |                        |          |
| | Coureur         | Pays        | Équipe                 | Point(s) |
| 1er | Dan Martin      | Irlande     | Israel Start-Up Nation | 40       |
| 2e | João Almeida    | Portugal    | Deceuninck-Quick Step  | 18       |
| 3e | Simon Yates     | Royaume-Uni | BikeExchange           | 12       |
| 4e | Diego Ulissi    | Italie      | UAE Team Emirates      | 9        |
| 5e | Damiano Caruso  | Italie      | Bahrain Victorious     | 6        |
| 6e | Daniel Martínez | Colombie    | Ineos Grenadiers       | 4        |
| 7e | Egan Bernal     | Colombie    | Ineos Grenadiers       | 2        |
| 8e | Antonio Pedrero | Espagne     | Movistar               | 1        |
| modifier |                 |             |                        |          |

### Points attribués pour le classement des sprints intermédiaires
| Sprint intermédiaire Trente (km 91,3) | Sprint intermédiaire Trente (km 91,3) | Sprint intermédiaire Trente (km 91,3) | Sprint intermédiaire Trente (km 91,3) | Sprint intermédiaire Trente (km 91,3) |
| ------------------------------------- | ------------------------------------- | ------------------------------------- | ------------------------------------- | ------------------------------------- |
|                                       | Coureur                               | Pays                                  | Équipe                                | Point(s)                              |
| 1er                                   | Dries De Bondt                        | Belgique                              | Alpecin-Fenix                         | 10                                    |
| 2e                                    | Andrea Pasqualon                      | Italie                                | Intermarché-Wanty-Gobert Matériaux    | 6                                     |
| 3e                                    | Giovanni Carboni                      | Italie                                | Bardiani CSF Faizanè                  | 3                                     |
| 4e                                    | Alessandro Covi                       | Italie                                | UA Team Emirates                      | 2                                     |
| 5e                                    | Valerio Conti                         | Italie                                | UA Team Emirates                      | 1                                     |
| modifier                              |                                       |                                       |                                       |                                       |

| Sprint intermédiaire Mori (km 121,6) | Sprint intermédiaire Mori (km 121,6) | Sprint intermédiaire Mori (km 121,6) | Sprint intermédiaire Mori (km 121,6) | Sprint intermédiaire Mori (km 121,6) |
| ------------------------------------ | ------------------------------------ | ------------------------------------ | ------------------------------------ | ------------------------------------ |
|                                      | Coureur                              | Pays                                 | Équipe                               | Point(s)                             |
| 1er                                  | Dries De Bondt                       | Belgique                             | Alpecin-Fenix                        | 10                                   |
| 2e                                   | Quinten Hermans                      | Belgique                             | Intermarché-Wanty-Gobert Matériaux   | 6                                    |
| 3e                                   | Andrea Pasqualon                     | Italie                               | Intermarché-Wanty-Gobert Matériaux   | 3                                    |
| 4e                                   | Matteo Badilatti                     | Suisse                               | Groupama-FDJ                         | 2                                    |
| 5e                                   | Giovanni Carboni                     | Italie                               | Bardiani CSF Faizanè                 | 1                                    |
| modifier                             |                                      |                                      |                                      |                                      |

### Bonifications
|   | Coureur          | Pays     | Équipe                             | Secondes |
| - | ---------------- | -------- | ---------------------------------- | -------- |
| 1 | Dries De Bondt   | Belgique | Alpecin-Fenix                      | 3 s      |
| 2 | Quinten Hermans  | Belgique | Intermarché-Wanty-Gobert Matériaux | 2 s      |
| 3 | Andrea Pasqualon | Italie   | Intermarché-Wanty-Gobert Matériaux | 1 s      |

|   | Coureur      | Pays        | Équipe                 | Secondes |
| - | ------------ | ----------- | ---------------------- | -------- |
| 1 | Dan Martin   | Irlande     | Israel Start-Up Nation | 10 s     |
| 2 | João Almeida | Portugal    | Deceuninck-Quick Step  | 6 s      |
| 3 | Simon Yates  | Royaume-Uni | BikeExchange           | 4 s      |

## Classements à l'issue de l'étape

### Classement général
| \| Classement général \| Classement général \| Classement général \| Classement général \| Classement général \| \| Coureur \| Coureur \| Pays \| Équipe \| Temps \| \| ------------------ \| ------------------ \| ------------------ \| --------------------- \| ------------------ \| \| 1er \| Egan Bernal \| Colombie \| Ineos Grenadiers \| 71 h 32 min 05 s \| \| 2e \| Damiano Caruso \| Italie \| Bahrain Victorious \| + 2 min 21 s \| \| 3e \| Simon Yates \| Royaume-Uni \| BikeExchange \| + 3 min 23 s \| \| 4e \| Aleksandr Vlasov \| Russie \| Astana-Premier Tech \| + 6 min 03 s \| \| 5e \| Hugh Carthy \| Royaume-Uni \| EF Education-Nippo \| + 6 min 09 s \| \| 6e \| Romain Bardet \| France \| Team DSM \| + 6 min 31 s \| \| 7e \| Daniel Martínez \| Colombie \| Ineos Grenadiers \| + 7 min 17 s \| \| 8e \| João Almeida \| Portugal \| Deceuninck-Quick Step \| + 8 min 45 s \| \| 9e \| Tobias Foss \| Norvège \| Jumbo-Visma \| + 9 min 18 s \| \| 10e \| Giulio Ciccone \| Italie \| Trek-Segafredo \| + 11 min 26 s \| |                  |             |                       |                  |
| |                  |             |                       |                  |
| Source : ProCyclingStats |                  |             |                       |                  |
| Classement général |                  |             |                       |                  |
| Coureur | Coureur          | Pays        | Équipe                | Temps            |
| 1er | Egan Bernal      | Colombie    | Ineos Grenadiers      | 71 h 32 min 05 s |
| 2e | Damiano Caruso   | Italie      | Bahrain Victorious    | + 2 min 21 s     |
| 3e | Simon Yates      | Royaume-Uni | BikeExchange          | + 3 min 23 s     |
| 4e | Aleksandr Vlasov | Russie      | Astana-Premier Tech   | + 6 min 03 s     |
| 5e | Hugh Carthy      | Royaume-Uni | EF Education-Nippo    | + 6 min 09 s     |
| 6e | Romain Bardet    | France      | Team DSM              | + 6 min 31 s     |
| 7e | Daniel Martínez  | Colombie    | Ineos Grenadiers      | + 7 min 17 s     |
| 8e | João Almeida     | Portugal    | Deceuninck-Quick Step | + 8 min 45 s     |
| 9e | Tobias Foss      | Norvège     | Jumbo-Visma           | + 9 min 18 s     |
| 10e | Giulio Ciccone   | Italie      | Trek-Segafredo        | + 11 min 26 s    |

| Classement par points | Classement par points | Classement par points | Classement par points              | Classement par points |
| Coureur               | Coureur               | Pays                  | Équipe                             | Points                |
| --------------------- | --------------------- | --------------------- | ---------------------------------- | --------------------- |
| 1er                   | Peter Sagan           | Slovaquie             | Bora-Hansgrohe                     | 135 pts               |
| 2e                    | Davide Cimolai        | Italie                | Israel Start-Up Nation             | 113 pts               |
| 3e                    | Fernando Gaviria      | Colombie              | UAE Team Emirates                  | 110 pts               |
| 4e                    | Elia Viviani          | Italie                | Cofidis                            | 86 pts                |
| 5e                    | Dries De Bondt        | Belgique              | Alpecin-Fenix                      | 63 pts                |
| 6e                    | Egan Bernal           | Colombie              | Ineos Grenadiers                   | 59 pts                |
| 7e                    | Edoardo Affini        | Italie                | Jumbo-Visma                        | 50 pts                |
| 8e                    | Andrea Pasqualon      | Italie                | Intermarché-Wanty-Gobert Matériaux | 49 pts                |
| 9e                    | Umberto Marengo       | Italie                | Bardiani CSF Faizanè               | 45 pts                |
| 10e                   | Matteo Moschetti      | Italie                | Trek-Segafredo                     | 44 pts                |

| Classement par points | Classement par points | Classement par points | Classement par points              | Classement par points |
| Coureur               | Coureur               | Pays                  | Équipe                             | Points                |
| --------------------- | --------------------- | --------------------- | ---------------------------------- | --------------------- |
| 1er                   | Peter Sagan           | Slovaquie             | Bora-Hansgrohe                     | 135 pts               |
| 2e                    | Davide Cimolai        | Italie                | Israel Start-Up Nation             | 113 pts               |
| 3e                    | Fernando Gaviria      | Colombie              | UAE Team Emirates                  | 110 pts               |
| 4e                    | Elia Viviani          | Italie                | Cofidis                            | 86 pts                |
| 5e                    | Dries De Bondt        | Belgique              | Alpecin-Fenix                      | 63 pts                |
| 6e                    | Egan Bernal           | Colombie              | Ineos Grenadiers                   | 59 pts                |
| 7e                    | Edoardo Affini        | Italie                | Jumbo-Visma                        | 50 pts                |
| 8e                    | Andrea Pasqualon      | Italie                | Intermarché-Wanty-Gobert Matériaux | 49 pts                |
| 9e                    | Umberto Marengo       | Italie                | Bardiani CSF Faizanè               | 45 pts                |
| 10e                   | Matteo Moschetti      | Italie                | Trek-Segafredo                     | 44 pts                |

| Classement de la montagne | Classement de la montagne | Classement de la montagne | Classement de la montagne | Classement de la montagne |
| Coureur                   | Coureur                   | Pays                      | Équipe                    | Points                    |
| ------------------------- | ------------------------- | ------------------------- | ------------------------- | ------------------------- |
| 1er                       | Geoffrey Bouchard         | France                    | AG2R Citroën Team         | 180 pts                   |
| 2e                        | Egan Bernal               | Colombie                  | Ineos Grenadiers          | 109 pts                   |
| 3e                        | Dan Martin                | Irlande                   | Israel Start-Up Nation    | 79 pts                    |
| 4e                        | Bauke Mollema             | Pays-Bas                  | Trek-Segafredo            | 53 pts                    |
| 5e                        | Lorenzo Fortunato         | Italie                    | Eolo-Kometa               | 52 pts                    |
| 6e                        | Damiano Caruso            | Italie                    | Bahrain Victorious        | 41 pts                    |
| 7e                        | Dries De Bondt            | Belgique                  | Alpecin-Fenix             | 39 pts                    |
| 8e                        | Giulio Ciccone            | Italie                    | Trek-Segafredo            | 34 pts                    |
| 9e                        | João Almeida              | Portugal                  | Deceuninck-Quick Step     | 30 pts                    |
| 10e                       | Jan Tratnik               | Slovénie                  | Bahrain Victorious        | 26 pts                    |

| Classement de la montagne | Classement de la montagne | Classement de la montagne | Classement de la montagne | Classement de la montagne |
| Coureur                   | Coureur                   | Pays                      | Équipe                    | Points                    |
| ------------------------- | ------------------------- | ------------------------- | ------------------------- | ------------------------- |
| 1er                       | Geoffrey Bouchard         | France                    | AG2R Citroën Team         | 180 pts                   |
| 2e                        | Egan Bernal               | Colombie                  | Ineos Grenadiers          | 109 pts                   |
| 3e                        | Dan Martin                | Irlande                   | Israel Start-Up Nation    | 79 pts                    |
| 4e                        | Bauke Mollema             | Pays-Bas                  | Trek-Segafredo            | 53 pts                    |
| 5e                        | Lorenzo Fortunato         | Italie                    | Eolo-Kometa               | 52 pts                    |
| 6e                        | Damiano Caruso            | Italie                    | Bahrain Victorious        | 41 pts                    |
| 7e                        | Dries De Bondt            | Belgique                  | Alpecin-Fenix             | 39 pts                    |
| 8e                        | Giulio Ciccone            | Italie                    | Trek-Segafredo            | 34 pts                    |
| 9e                        | João Almeida              | Portugal                  | Deceuninck-Quick Step     | 30 pts                    |
| 10e                       | Jan Tratnik               | Slovénie                  | Bahrain Victorious        | 26 pts                    |

| Classement du meilleur jeune | Classement du meilleur jeune | Classement du meilleur jeune | Classement du meilleur jeune | Classement du meilleur jeune |
| Coureur                      | Coureur                      | Pays                         | Équipe                       | Temps                        |
| ---------------------------- | ---------------------------- | ---------------------------- | ---------------------------- | ---------------------------- |
| 1er                          | Egan Bernal                  | Colombie                     | Ineos Grenadiers             | 71 h 32 min 05 s             |
| 2e                           | Aleksandr Vlasov             | Russie                       | Astana-Premier Tech          | + 6 min 03 s                 |
| 3e                           | Daniel Martínez              | Colombie                     | Ineos Grenadiers             | + 7 min 17 s                 |
| 4e                           | João Almeida                 | Portugal                     | Deceuninck-Quick Step        | + 8 min 45 s                 |
| 5e                           | Tobias Foss                  | Norvège                      | Jumbo-Visma                  | + 9 min 18 s                 |
| 6e                           | Attila Valter                | Hongrie                      | Groupama-FDJ                 | + 35 min 12 s                |
| 7e                           | Lorenzo Fortunato            | Italie                       | Eolo-Kometa                  | + 38 min 31 s                |
| 8e                           | Remco Evenepoel              | Belgique                     | Deceuninck-Quick Step        | + 1 h 03 min 12 s            |
| 9e                           | Michael Storer               | Australie                    | Team DSM                     | + 1 h 36 min 47 s            |
| 10e                          | Einer Rubio                  | Colombie                     | Movistar Team                | + 1 h 43 min 37 s            |

| Classement du meilleur jeune | Classement du meilleur jeune | Classement du meilleur jeune | Classement du meilleur jeune | Classement du meilleur jeune |
| Coureur                      | Coureur                      | Pays                         | Équipe                       | Temps                        |
| ---------------------------- | ---------------------------- | ---------------------------- | ---------------------------- | ---------------------------- |
| 1er                          | Egan Bernal                  | Colombie                     | Ineos Grenadiers             | 71 h 32 min 05 s             |
| 2e                           | Aleksandr Vlasov             | Russie                       | Astana-Premier Tech          | + 6 min 03 s                 |
| 3e                           | Daniel Martínez              | Colombie                     | Ineos Grenadiers             | + 7 min 17 s                 |
| 4e                           | João Almeida                 | Portugal                     | Deceuninck-Quick Step        | + 8 min 45 s                 |
| 5e                           | Tobias Foss                  | Norvège                      | Jumbo-Visma                  | + 9 min 18 s                 |
| 6e                           | Attila Valter                | Hongrie                      | Groupama-FDJ                 | + 35 min 12 s                |
| 7e                           | Lorenzo Fortunato            | Italie                       | Eolo-Kometa                  | + 38 min 31 s                |
| 8e                           | Remco Evenepoel              | Belgique                     | Deceuninck-Quick Step        | + 1 h 03 min 12 s            |
| 9e                           | Michael Storer               | Australie                    | Team DSM                     | + 1 h 36 min 47 s            |
| 10e                          | Einer Rubio                  | Colombie                     | Movistar Team                | + 1 h 43 min 37 s            |

| Classement par équipes | Classement par équipes | Classement par équipes | Classement par équipes |
| Équipe                 | Équipe                 | Pays                   | Temps                  |
| ---------------------- | ---------------------- | ---------------------- | ---------------------- |
| 1re                    | Ineos Grenadiers       | Royaume-Uni            | 15 h 04 min 48 s       |
| 2e                     | Jumbo-Visma            | Pays-Bas               | + 26 min 40 s          |
| 3e                     | Trek-Segafredo         | États-Unis             | + 30 min 29 s          |
| 4e                     | Team BikeExchange      | Australie              | + 44 min 26 s          |
| 5e                     | Team DSM               | Allemagne              | + 1 h 02 min 11 s      |
| 6e                     | Astana-Premier Tech    | Kazakhstan             | + 1 h 03 min 19 s      |
| 7e                     | Movistar Team          | Espagne                | + 1 h 09 min 24 s      |
| 8e                     | EF Education-Nippo     | États-Unis             | + 1 h 13 min 17 s      |
| 9e                     | Bahrain Victorious     | Bahreïn                | + 1 h 16 min 52 s      |
| 10e                    | Deceuninck-Quick Step  | Belgique               | + 1 h 28 min 33 s      |

| Classement par équipes | Classement par équipes | Classement par équipes | Classement par équipes |
| Équipe                 | Équipe                 | Pays                   | Temps                  |
| ---------------------- | ---------------------- | ---------------------- | ---------------------- |
| 1re                    | Ineos Grenadiers       | Royaume-Uni            | 15 h 04 min 48 s       |
| 2e                     | Jumbo-Visma            | Pays-Bas               | + 26 min 40 s          |
| 3e                     | Trek-Segafredo         | États-Unis             | + 30 min 29 s          |
| 4e                     | Team BikeExchange      | Australie              | + 44 min 26 s          |
| 5e                     | Team DSM               | Allemagne              | + 1 h 02 min 11 s      |
| 6e                     | Astana-Premier Tech    | Kazakhstan             | + 1 h 03 min 19 s      |
| 7e                     | Movistar Team          | Espagne                | + 1 h 09 min 24 s      |
| 8e                     | EF Education-Nippo     | États-Unis             | + 1 h 13 min 17 s      |
| 9e                     | Bahrain Victorious     | Bahreïn                | + 1 h 16 min 52 s      |
| 10e                    | Deceuninck-Quick Step  | Belgique               | + 1 h 28 min 33 s      |

## Abandons
- Victor Campenaerts (Qhubeka Assos) : non-partant
- Rémy Rochas (Cofidis) : abandon